# Гинденбург (дирижабль)
LZ 129 «Гинденбург» (нем. Hindenburg) — жёсткий дирижабль, построенный в 1936 году в Германии. Был самым большим в мире из созданных для того времени дирижаблей (по объёму незначительно уступал последнему классическому цеппелину LZ 130, 1938). Своё название воздушный корабль получил в честь рейхспрезидента Веймарской республики Пауля фон Гинденбурга.
6 мая 1937 года, завершая очередной трансатлантический рейс, при выполнении посадки на главной воздухоплавательной базе военно-морских сил США в Лейкхерсте (40°01′49″ с. ш. 74°19′33″ з. д.) наполненный пожароопасным водородом «Гинденбург» загорелся и потерпел катастрофу, в результате которой погибло 35 из 97 находившихся на его борту человек, а также один член наземной команды. И хотя по количеству жертв «Гинденбург» не является крупнейшей катастрофой дирижабля, гибель этого воздушного корабля получила большой резонанс.

## История постройки и оснащение

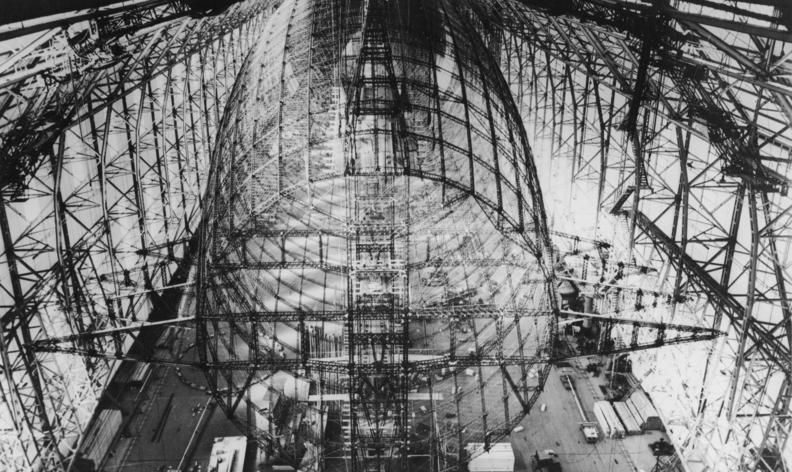
Строительство LZ 129 «Hindenburg»

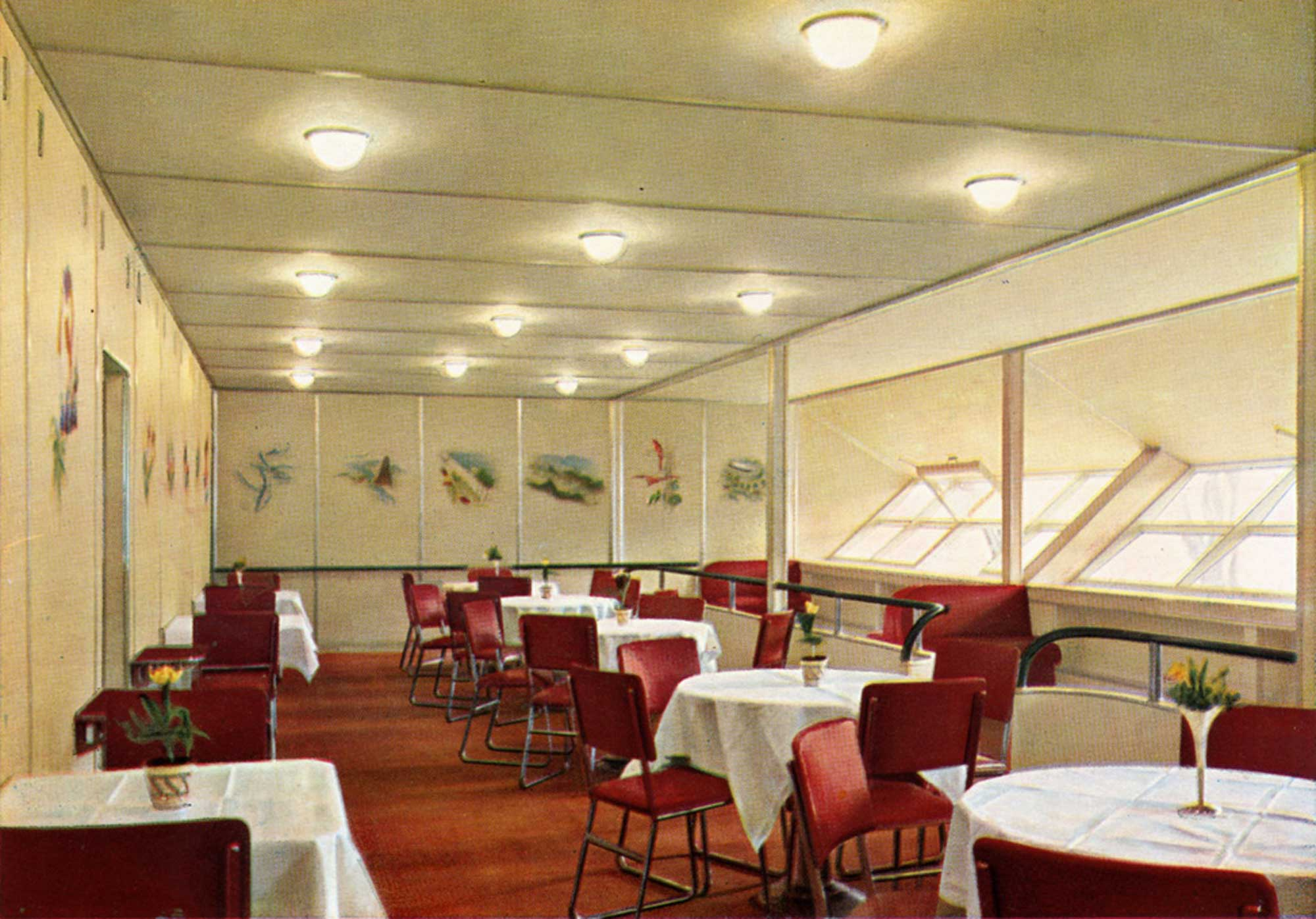
Столовая «Гинденбурга»

Строительство LZ 129 «Гинденбург» было начато в 1931 году и заняло около 5 лет. Первый полёт дирижабля состоялся 4 марта 1936 года.
На момент постройки это было самое большое воздушное судно — 245 метров в длину с максимальным диаметром 41,2 метра; 200 000 кубометров газа в баллонах (объём выполненного; номинальный объём — 190 000 м³). Цеппелин был оснащён четырьмя дизельными двигателями «Даймлер-Бенц» LOF-6 эксплуатационной мощностью 800—900 л. с. и максимальной мощностью 1200 л. с. каждый. Для хранения 60 тонн топлива, необходимого для работы двигателей, использовались баки ёмкостью до 2 500 литров (в предыдущих моделях использовались лишь баки ёмкостью около 400 литров). «Гинденбург» был способен поднять в воздух до 100 тонн полезной нагрузки, 50 пассажиров и развивал скорость до 135 километров в час.
Причиной большого размера LZ 129 было запланированное использование в качестве несущего газа гелия, который должен был заменить использовавшийся ранее легковоспламеняемый водород. Строительство исходно планировавшегося в качестве преемника популярного LZ 127 «Граф Цеппелин» водородного цеппелина LZ 128 не было завершено после катастрофы британского дирижабля R101, при которой 48 из 54 человек, находившихся на борту, погибли из-за воспламенения вытекшего водорода. В то время единственным поставщиком гелия были США, в которых действовало эмбарго на его экспорт (Helium Control Act 1927 года). Тем не менее Хуго Эккенер, обсуждавший этот вопрос в 1929 году даже с президентом США в Белом доме, при планировании дирижабля исходил из того, что гелий для дирижабля будет получен. После прихода к власти в Германии НСДАП Национальный совет по контролю за военными товарами (англ. National Munitions Control Board) отказался снять запрет на экспорт. В результате «Гинденбург» был модифицирован для использования водорода.
В корпусе дирижабля имелся ресторан с кухней, на палубе А были оборудованы две прогулочных галереи с наклонными окнами. Ввиду ограничений по весу, вместо ванн предлагался душ, и все, что можно, было сделано из алюминия, в том числе специально изготовленный для салона дирижабля рояль.
Перед посадкой пассажиры и члены экипажа были обязаны сдавать спички, зажигалки и прочие устройства, способные вызвать искру. Несмотря на такие жёсткие ограничения, на «Гинденбурге» была оборудована специальная комната для курения. В помещении для курения находилась единственная на борту электрическая зажигалка. Для обеспечения пожаробезопасности в комнате постоянно поддерживалось небольшое избыточное давление, что препятствовало проникновению в неё водорода, а попасть в комнату можно было через воздушный шлюз.
Зимой 1936-37 пассажирские купе и общественные помещения дирижабля были модернизированы, что позволило увеличить вместимость с 50 до 72 пассажиров.

## История полётов
«Гинденбург» впервые поднялся в воздух во Фридрихсхафене 4 марта 1936 года. До 23 марта он выполнил ещё 5 пробных полётов, а 26—29 марта совершил свой первый рекламный полёт с 59 пассажирами на борту. Свой первый коммерческий рейс с 37 пассажирами, 61 килограммом почты и 1269 кг груза "Гинденбург" совершил 31 марта — 4 апреля в Южную Америку. В мае 1936 года «Гинденбург» начал использоваться для регулярного пассажирского сообщения через Атлантику. В июне и июле он совершил 4 дальних рейса. 14 сентября 1936 года «Гинденбург» предпринял однодневный рейс в Нюрнберг, затем — на восточное побережье США. До декабря дирижабль совершил ещё 3 полёта в Рио-де-Жанейро и Ресифи. К концу года «Гинденбург» выполнил 10 коммерческих рейсов в Лейкхерст (США). Дирижабль был популярным средством пересечения Атлантики — почти все его рейсы были полностью раскуплены.
После зимней модернизации дирижабль совершил 16—27 марта полёт над южной Атлантикой в Бразилию. Через несколько дней после этого он выполнил рекламный полёт над Рейнландом и западной Германией.
В общей сложности дирижабль совершил 63 полета.

## Крушение «Гинденбурга»

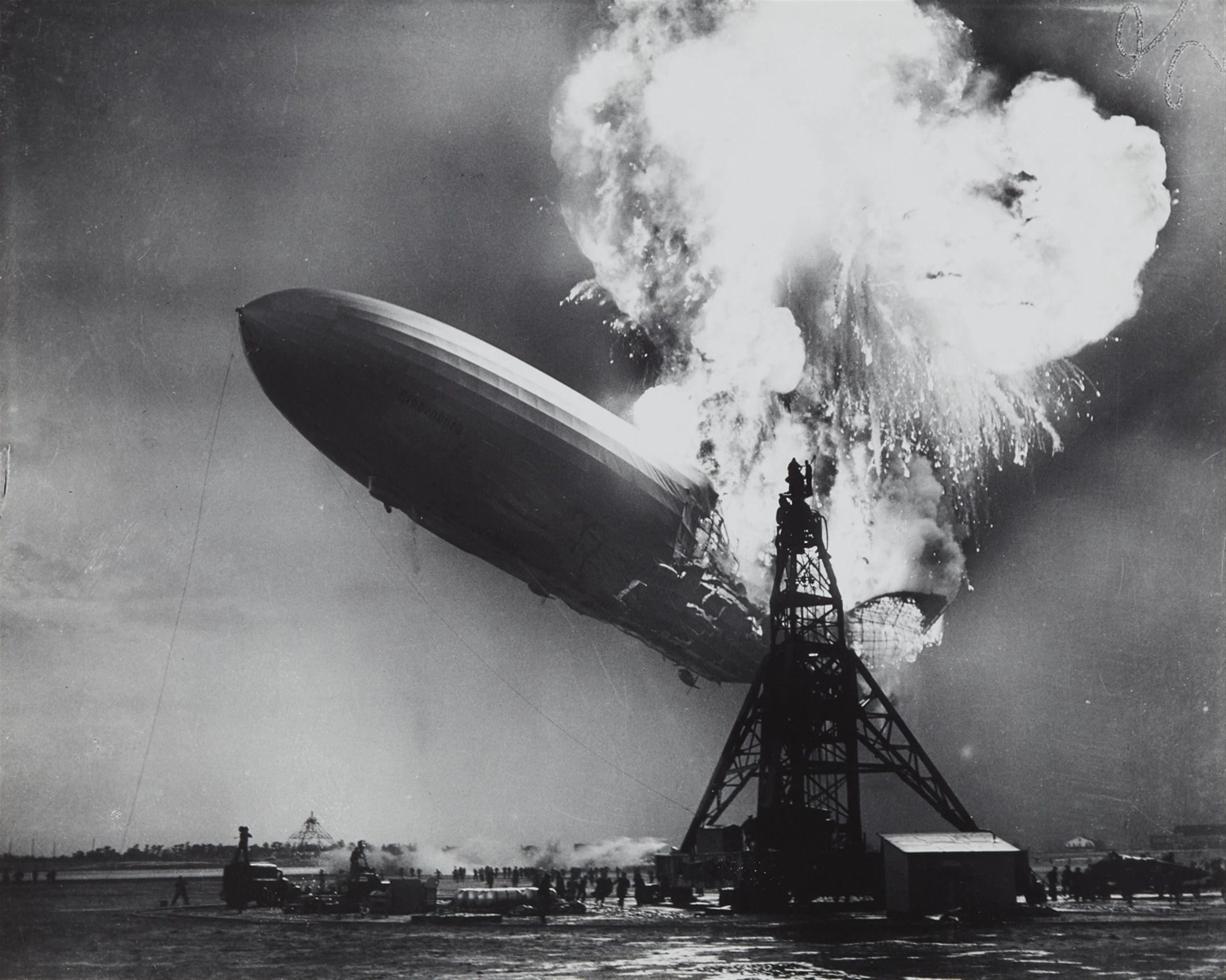
Горящий дирижабль

«Гинденбург» отправился в последний полёт вечером 3 мая 1937 года в США, на борту было 97 пассажиров и членов экипажа. Управлял кораблём 46-летний капитан Макс Прусс, ветеран Первой мировой войны. Корабль вылетел из Германии в 20:15 CET, а 6 мая 1937 года показался над Манхэттеном и затем направился в сторону авиабазы Лейкхерст, прибыв туда в 16:00. Однако из-за сильной грозы капитан вынужден был отложить посадку.
В 18:12 «Гинденбург» получил разрешение идти на посадку и через час пошёл на посадку. Однако в 19:25 после сброса причальных канатов в районе кормы произошёл пожар. Огонь сместился быстро в сторону носовой части дирижабля, и вскоре прогремел взрыв. Через 34 секунды дирижабль сгорел дотла и упал. Жертвами катастрофы стали 36 человек: 13 пассажиров, 22 члена экипажа и один наземный работник. Вероятной причиной катастрофы, по мнению американских и немецких экспертов, стала утечка водорода из баллона, разорванного лопнувшим стальным тросом. После сброса якорных канатов в условиях непогоды, а также из-за плохой электропроводности оболочки дирижабля, произошло короткое замыкание, вызвавшее искру, которая и привела к воспламенению горючего газа.

## Конец эры дирижаблей
Крушение «Гинденбурга» фактически стало концом коммерческого использования дирижаблей в транспортных целях. «Deutsche Zeppelin Reederei» отменила все запланированные рейсы в США и Бразилию. Правительство Германии запретило пассажирские перевозки на воздушных судах, разрешения выдавались только для перевозки почты и посещения авиашоу на территории Германии. Заграничные полёты с любыми целями были запрещены.
18 июня 1937 года LZ 127 «Граф Цеппелин» был переведён во Франкфурт, где был размещён в качестве огромного музейного экспоната на выставке, посвящённой графу фон Цеппелину и его работам. Следующий дирижабль в серии хотя и был достроен, однако использовался только в военных и пропагандистских целях. 6 мая 1940 года, в день третьей годовщины крушения «Гинденбурга», по приказу министра авиации Германа Геринга оба дирижабля были отданы на слом.

## Влияние в культуре
- Легендарная британская хард-рок-группа «Led Zeppelin» получила своё название в честь «свинцового дирижабля» («lead zeppelin»)[16]. На обложке дебютного альбома группы «Led Zeppelin» (1969) помещено фото горящего цеппелина «Гинденбург»[17].
- В 1975 году американским режиссёром Робертом Уайзом был снят полнометражный фильм «Гинденбург» (The Hindenburg), в котором в качестве основной причины катастрофы воздушного корабля выведен акт саботажа[18].
- В американском телесериале «Секунды до катастрофы» (2004—2012) 12-й выпуск 2-го сезона был посвящён расследованию крушения «Гинденбурга». По итогам проведённого расследования в передаче признали версию о возгорании водорода более состоятельной, чем версию о поджоге или взрыве[19].
- В документальном сериале «Жизнь после людей» во 2-м сезоне в 15-м выпуске показана выцветшая фотография дирижабля «Гинденбург» через 300 лет после исчезновения людей, хранившаяся в архиве имени Отто Беттмана[20].
- В кинофильме «Сила воли» (США, 2016) режиссёра Стивена Хопкинса на 01:29:19 секунде фильма дирижабль «Гинденбург» пролетал над Олимпийским стадионом в Берлине во время летних Олимпийских игр 1936 года, за год до крушения.
- В американском сериале «Вне времени» (1-я серия 1-го сезона) герои отправились в прошлое в момент крушения «Гинденбурга» для того, чтобы поймать опасного террориста, задумавшего изменить ход истории[21].
- Американский композитор-минималист Стив Райх создал видео-оперу «Три истории», посвященную XX веку. Одной из историй была история о крушении «Гинденбурга»[22].
- В 2011 году западногерманским режиссёром Филиппом Кадельбахом (Philip Kadelbach) поставлен телевизионный фильм «Гинденбург: Последний полёт» (Hindenburg, 2011), который длится более 3 часов[23].
- В рассказе Аллена Стила «Куда мудрец боится и ступить…» (1997), рассказывается про путешественников во времени, которые попадают на «Гинденбург» и случайно меняют ход истории. Рассказ получил премии Хьюго, Локус, премию читателей журнала «Азимов», премию читателей журнала «Science Fiction Chronicle», был номинирован на премию Небьюла[24].
- В клипе на песню «Deutschland» группы Rammstein присутствуют кадры гибели «Гинденбурга» с явной отсылкой к американским бизнесменам, отказавшимся поставлять Германии безопасный гелий.
- Последнему полету «Гинденбурга» посвящена песня группы «Изумрудный город» (музыка и слова — С. Цибульский).